# Лісковецька сільська рада
| Лісковецька сільська рада — колишній орган місцевого самоврядування у Міжгірському районі Закарпатської області з адміністративним центром у с. Лісковець. Сільській раді підпорядковані населені пункти: - с. Лісковець - с. Рекіти |

## Склад ради
Рада складалася з 16 депутатів та голови.

## Керівний склад сільської ради
| ПІБ                          | Основні відомості                                                                                        | Дата обрання | Дата звільнення |
| ---------------------------- | --- | ------------ | --------------- |
| Маркович Іван Федорович      | Сільський голова, 1955 року народження, освіта, безпартійний                                             | 26.03.2006   | 31.10.2010      |
| Маскаль Володимир Васильович | Сільський голова, 1957 року народження, освіта середня спеціальна, член політичної партії 'Наша Україна' | 31.10.2010   |                 |

Примітка: таблиця складена за даними джерела

## Населення
Згідно з переписом УРСР 1989 року чисельність наявного населення сільської ради становила 914 осіб, з яких 454 чоловіки та 460 жінок.
За переписом населення України 2001 року в сільській раді мешкало 888 осіб.

### Мова
Розподіл населення за рідною мовою за даними перепису 2001 року:
| Мова       | Відсоток |
| ---------- | -------- |
| українська | 99,78 %  |
| російська  | 0,11 %   |